# Rothmannia venalis
Rothmannia venalis är en måreväxtart som beskrevs av Cornelis Eliza Bertus Bremekamp. Rothmannia venalis ingår i släktet Rothmannia och familjen måreväxter. Inga underarter finns listade i Catalogue of Life.